# 春の踊り -恋の花歌舞伎-
宝塚レビュー『春の踊り』 -恋の花歌舞伎-（はるのおどり こいのはなかぶき）は宝塚歌劇団の舞台作品。16場。
東京公演では『恋の花歌舞伎』に改題している。
作・演出は酒井澄夫。
併演作品は『ディガ・ディガ・ドゥ』。

## 解説
※『宝塚歌劇100年史（舞台編）』の宝塚大劇場公演参考。
桜をテーマとする。慶長の時代を背景に、阿国や様々な傾き者の姿を歌と踊りで表現する、春らしい日本物のレビュー。宝塚公演は75期生初舞台公演。

## 公演期間と公演場所
- 1989年3月30日 - 5月9日[4]　宝塚大劇場
- 1989年7月2日 - 7月30日[2]　東京宝塚劇場

## スタッフ
※氏名の後ろに「宝塚」、「東京」の文字がなければ両公演共通
- 作曲・編曲：寺田瀧夫、入江薫
- 音楽指揮：岡田良機（宝塚）、大谷肇（東京）
- 振付：花柳寿楽、花柳禄春
- 振付補：花柳錦吾
- 装置：石濱日出雄
- 装置補：阪本保
- 衣装：静間潮太郎、中川菊枝、辻村ジュサブロー
- 照明：今井直次
- 小道具：榎本満春
- 効果：中屋民生
- 音響監督：松永浩志
- 演出補：村上信夫
- 演出助手：木村信司
- 舞台進行：川口俊一
- 製作担当：長谷山太刀夫（東京）
- 制作：橋本雅夫

## 主な配役
宝塚
- 歌舞伎男、傾き者、若殿 - 日向薫
- 歌舞伎男、傾き者、さくら姫 - 紫苑ゆう
- 歌舞伎女、傾き者、浅茅 - 毬藻えり
- 口上、太閤 - 葉山三千子
- 口上、役者、野郎歌舞伎 - 萬あきら
- 傾き者、野郎歌舞伎 - 夏美よう
- 傾き者、歌手 - 洲悠花
- 武家娘、歌舞伎女 - 花愛望都
- 吉野、淀君 - 綾瀬るり
- 歌舞伎男、傾き者、若衆A - 麻路さき
- 傾き者、若衆B - 大輝ゆう
- 女の子、歌う女 - 青山雪菜
- 歌舞伎女、阿国 - 松本悠里
- 芸者、歌舞伎女 - 高ひづる

### 5月2日から5月9日の変更（宝塚公演）
※アメリカ公演準備のため、紫苑ゆうと洲悠花が休演し、下記の配役に変更
第一・二場
- 花の歌舞伎男S② - 麻路さき
- 同③ - 夏美よう

第四場
- 若い傾き者<男>② - 麻路さき
- 同③ - 千珠晄
- 若い傾き者<男> - 稔幸
- 若い傾き者<女> - 綾瀬るり

第六 - 八場
- さくら姫 - 大輝ゆう

第九場
- 歌舞伎の女 - 羽衣蘭

第十三 - 十六場
- 歌舞伎の男S② - 麻路さき
- 歌舞伎の女 - 久留実純
- 歌舞伎の男A① - 大輝ゆう

### 東京公演の変更点
第三場 プロローグ(C)
- 花の歌舞伎S - 松本悠里
- 花の歌舞伎女A<歌手> - 花愛望都、高ひづる